# Předseda Evropského parlamentu
Předseda Evropského parlamentu je nejvyšší představitel Evropského parlamentu. Funkce je řídící a reprezentační. Předseda má 14 místopředsedů, kteří řídí schůze EP v době, kdy předseda není přítomen v sále. Funkční období předsedy EP je 2,5 roku, což v praxi znamená, že během jednoho volebního období předsedají EP dva předsedové.

## Seznam předsedů
| Funkční období                       | Funkční období                    | Funkční období                    | Jméno                             | Politická příslušnost             | Země                              |                                   |
| Předsedové Společného shromáždění    | Předsedové Společného shromáždění | Předsedové Společného shromáždění | Předsedové Společného shromáždění | Předsedové Společného shromáždění | Předsedové Společného shromáždění | Předsedové Společného shromáždění |
| ------------------------------------ | --------------------------------- | --------------------------------- | --------------------------------- | --------------------------------- | --------------------------------- | --------------------------------- |
| 1.                                   | 1952–1954                         | 1952–1954                         | Paul-Henri Spaak                  | sociální demokraté                | Belgie                            |                                   |
| 2.                                   | 1954                              | 1954                              | Alcide De Gasperi                 | křesťanští demokraté              | Itálie                            |                                   |
| 3.                                   | 1954–1956                         | 1954–1956                         | Giuseppe Pella                    | křesťanští demokraté              | Itálie                            |                                   |
| 4.                                   | 1956–1958                         | 1956–1958                         | Hans Furler                       | křesťanští demokraté              | Západní Německo                   |                                   |
| Předsedové Parlamentního shromáždění |                                   |                                   |                                   |                                   |                                   |                                   |
| 5.                                   | 1958–1960                         | 1958–1960                         | Robert Schuman                    | křesťanští demokraté              | Francie                           |                                   |
| 6.                                   | 1960–1962                         | 1960–1962                         | Hans Furler (druhé období)        | křesťanští demokraté              | Západní Německo                   |                                   |
| Předsedové Parlamentu (jmenovaného)  |                                   |                                   |                                   |                                   |                                   |                                   |
| 7.                                   | 1962–1964                         | 1962–1964                         | Gaetano Martino                   | liberálové                        | Itálie                            |                                   |
| 8.                                   | 1964–1965                         | 1964–1965                         | Jean Duvieusart                   | křesťanští demokraté              | Belgie                            |                                   |
| 9.                                   | 1965–1965                         | 1965–1965                         | Victor Leemans                    | křesťanští demokraté              | Belgie                            |                                   |
| 10.                                  | 1966–1969                         | 1966–1969                         | Alain Poher                       | křesťanští demokraté              | Francie                           |                                   |
| 11.                                  | 1969–1971                         | 1969–1971                         | Mario Scelba                      | křesťanští demokraté              | Itálie                            |                                   |
| 12.                                  | 1971–1973                         | 1971–1973                         | Walter Behrendt                   | sociální demokraté                | Západní Německo                   |                                   |
| 13.                                  | 1973–1975                         | 1973–1975                         | Cornelis Berkhouwer               | liberálové                        | Nizozemsko                        |                                   |
| 14.                                  | 1975–1977                         | 1975–1977                         | Georges Spénale                   | sociální demokraté                | Francie                           |                                   |
| 15.                                  | 1977–1979                         | 1977–1979                         | Emilio Colombo                    | křesťanští demokraté              | Itálie                            |                                   |
|                                      | Vol.období                        | Předsedové Parlamentu (voleného)  | Předsedové Parlamentu (voleného)  | Předsedové Parlamentu (voleného)  | Předsedové Parlamentu (voleného)  | Předsedové Parlamentu (voleného)  |
| 16.                                  | 1.                                | 1979–1982                         | Simone Veilová                    | liberálové                        | Francie                           |                                   |
| 17.                                  | 1.                                | 1982–1984                         | Piet Dankert                      | sociální demokraté                | Nizozemsko                        |                                   |
| 18.                                  | 2.                                | 1984–1987                         | Pierre Pflimlin                   | konzervativci                     | Francie                           |                                   |
| 19.                                  | 2.                                | 1987–1989                         | Charles Henry Plumb               | konzervativci                     | Spojené království                |                                   |
| 20.                                  | 3.                                | 1989–1992                         | Enrique Barón Crespo              | sociální demokraté                | Španělsko                         |                                   |
| 21.                                  | 3.                                | 1992–1994                         | Egon Klepsch                      | křesťanští demokraté              | Německo                           |                                   |
| 22.                                  | 4.                                | 1994–1997                         | Klaus Hänsch                      | sociální demokraté                | Německo                           |                                   |
| 23.                                  | 4.                                | 1997–1999                         | José María Gil-Robles             | konzervativci                     | Španělsko                         |                                   |
| 24.                                  | 5.                                | 1999–2002                         | Nicole Fontaine                   | konzervativci                     | Francie                           |                                   |
| 25.                                  | 5.                                | 2002–2004                         | Pat Cox                           | liberálové                        | Irsko                             |                                   |
| 26.                                  | 6.                                | 2004–2007                         | Josep Borell Fontelles            | sociální demokraté                | Španělsko                         |                                   |
| 27.                                  | 6.                                | 2007–2009                         | Hans-Gert Pöttering               | křesťanští demokraté              | Německo                           |                                   |
| 28.                                  | 7.                                | 2009–2012                         | Jerzy Buzek                       | křesťanští demokraté              | Polsko                            |                                   |
| 29.                                  | 7.                                | 2012–2014                         | Martin Schulz                     | sociální demokraté                | Německo                           |                                   |
| 29.                                  | 8.                                | 2014–2017                         | Martin Schulz                     | sociální demokraté                | Německo                           |                                   |
| 30.                                  | 8.                                | 2017–2019                         | Antonio Tajani                    | křesťanští demokraté              | Itálie                            |                                   |
| 31.                                  | 9.                                | 2019–2022                         | David Sassoli                     | sociální demokraté                | Itálie                            |                                   |
| 32.                                  | 9.                                | 2022–dosud                        | Roberta Metsolaová                | křesťanští demokraté              | Malta                             |                                   |